# Mae West
Mary Jane Mae West, conhecida por Mae West (Nova Iorque, 17 de agosto de 1893 — Los Angeles, 22 de novembro de 1980), foi uma atriz, cantora, dramaturga, roteirista, comediante e símbolo sexual norte-americana.

## Biografia
Mary Jane West nasceu em 17 de agosto de 1893 no Brooklyn, em Nova York, filha do boxeador Jack West e de mãe francesa. Começou aos 5 anos a trabalhar no teatro e estudou bailado, atuou em espetáculos de variedades e em 1918 lançou o tipo de dança "shimmy", que alcançou grande popularidade na década de 1920. Escreveu novelas como "The Constant Sinner" e numerosas comédias, como "Diamond Lil", caracterizadas pelo tom frívolo e picante. Algumas delas foram interpretadas pela própria Mae no teatro e no cinema.

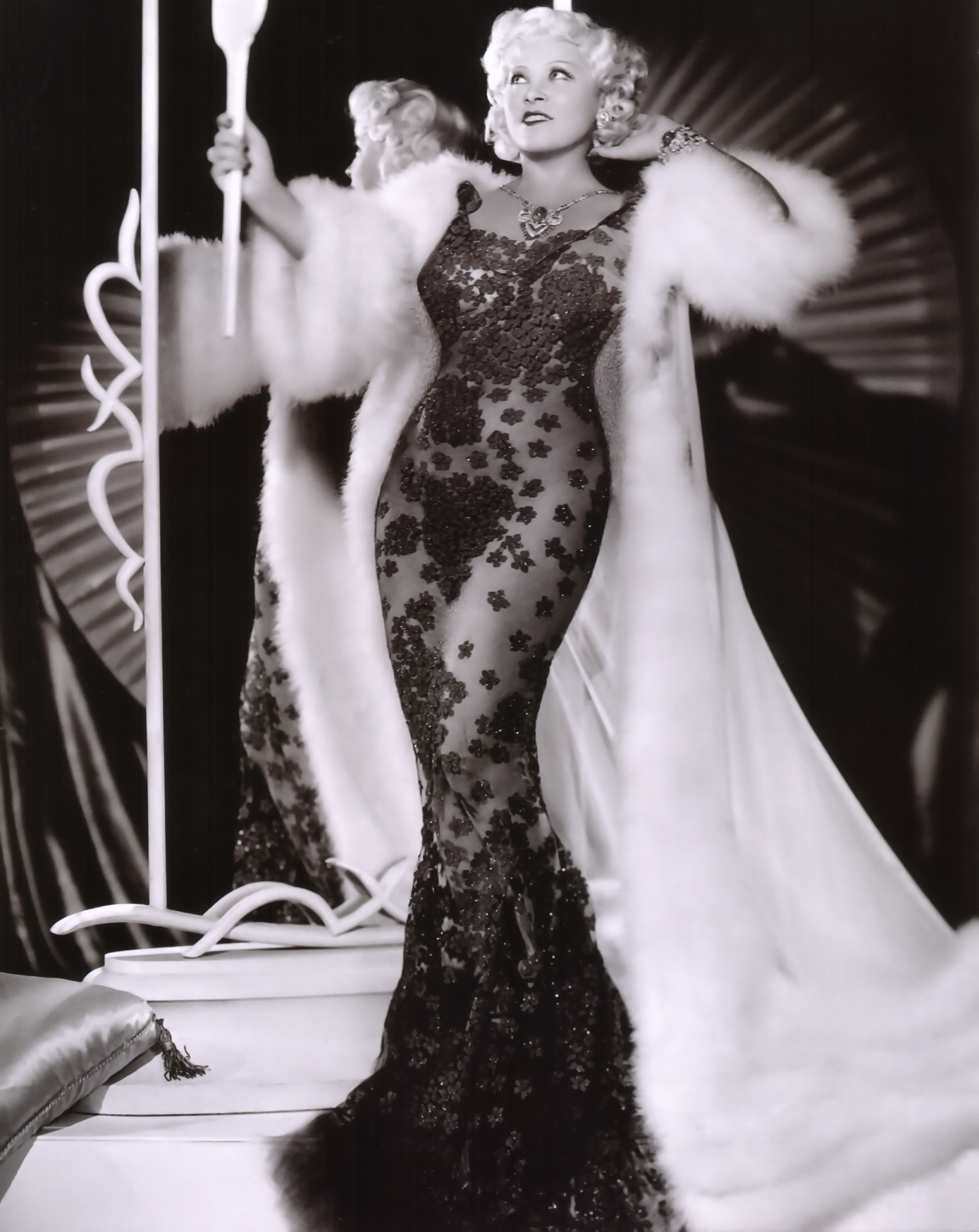
Mae West em Go West, Young Man de 1936

Desde o começo da carreira, no "Caf'Conc", em 1917, ela já chamava atenção com sua voz quebrada, a silhueta de formas pronunciadas e a atitude provocante. Converteu-se em pouco tempo no que se chama uma "estrela".
Sua consagração teatral veio em 1926, com a peça "Sex", de sua autoria. A peça narra a história de uma prostituta do porto de Nova York e tanto o texto quanto a forma de atuar de Mae West eram de tal forma insólitos para a época, que os jornais se negaram a dar publicidade à obra. Apesar disso, o espetáculo resistiu a 375 apresentações com a casa lotada, até que a "Sociedade para a Supressão do Vício" conseguiu retirar a peça de cartaz. A autora foi condenada a oito dias de prisão, sob a acusação de "corromper a juventude".
Em 1928 escreveu "Diamond Lil", que mais tarde se converteria em um filme com a descoberta de Cary Grant por Mae West. Uma nova versão desse filme foi rodada na década de 1950. Anos mais tarde ele diria: "Convenci-me de que se pode dizer tudo em cena, sob a condição de utilizar um tom irônico". Desta forma, não restava dúvida que era necessária toda a ironia de Mae West para que os ousados diálogos de suas obras fossem tolerados em 1928.
No ano de 1932 chegou a Hollywood com um contrato da Paramount de 5 000 dólares por semana. Trabalhou sucessivamente em "Night After Night", "She Done Him Wrong" (que bateu todos os recordes de bilheteria) e em "I'm No Angel", todos filmes sem mensagens substanciais e de cujos roteiros participou, que destacavam seu "toque" sexy.
Durante todo esse período, o mito de Mae West, languidamente estendida em um sofá, ou envolvida por uma pele branca de raposa com um pródigo decote e uma das mãos apoiada na cadeira, torna-se a marca registrada da sensualidade.
Sua foto pulula nos quartéis, os adolescentes a escondem em seus livros, os choferes a exibem em seus caminhões. Seu nome lembra o pecado tal como ele era concebido pela moral puritana da época.
O busto avantajado levou-a inclusive a "participar do esforço de guerra": a RAF (aviação britânica) deu seu nome aos coletes salva-vidas.
Os anos 1950 e a modificação da imagem da mulher viram Mae West afastar-se do cinema. Porém não do show business, pois organizou uma turnê por night-clubs, onde cantava seus êxitos de antes da guerra, cercada por jovens embevecidos muito mais por suas expressões corporais que por seu talento.
Em 1955, a atriz publicou a coletânea de suas canções: "The Fabulous Mae West". Em 1966, dois álbuns de rock.
Desde então, só apareceu em dois filmes: "Myra Breckenbridge", em 1969, e "Sextet" (Sexteto), em 1978, este último baseado em sua primeira obra, de 52 anos antes.
Mae West morreu no dia 22 de novembro de 1980 aos 87 anos, após sofrer uma série de acidentes vasculares cerebrais. Encontra-se sepultada em Cypress Hills Cemetery, Brooklyn, Kings County, Nova Iorque nos Estados Unidos.

## Filmografia
Como Atriz
- Sextette (1978)
- Myra Breckinridge (1970)
- The Heat's On (1943)
- My Little Chickadee (1940)
- Every Day's a Holiday (1937)
- Go West, Young Man (1936)
- Klondike Annie (1936)
- Goin' to Town (1935)
- Belle of the Nineties (1934)
- I'm No Angel (1933)
- She Done Him Wrong (1933)
- Night After Night (1932)

Escritora
- Sextette (1978)
- My Little Chickadee (1940)
- Every Day's a Holiday (1937)
- Go West, Young Man (1936)
- Klondike Annie (1936)
- Goin' to Town (1935)
- Belle of the Nineties (1934)
- I'm No Angel (1933)
- She Done Him Wrong (1933)